# Apistogramma borellii
Apistogramma borellii (Regan, 1906) è un pesce d'acqua dolce appartenente alla famiglia Cichlidae e alla sottofamiglia Geophaginae.

## Distribuzione
Proviene dal Sud America, più precisamente dai fiumi di Paraguay, Uruguay e Argentina, come il Rio Paraná, il Fiume Uruguay e il Fiume Paraguay.

## Descrizione

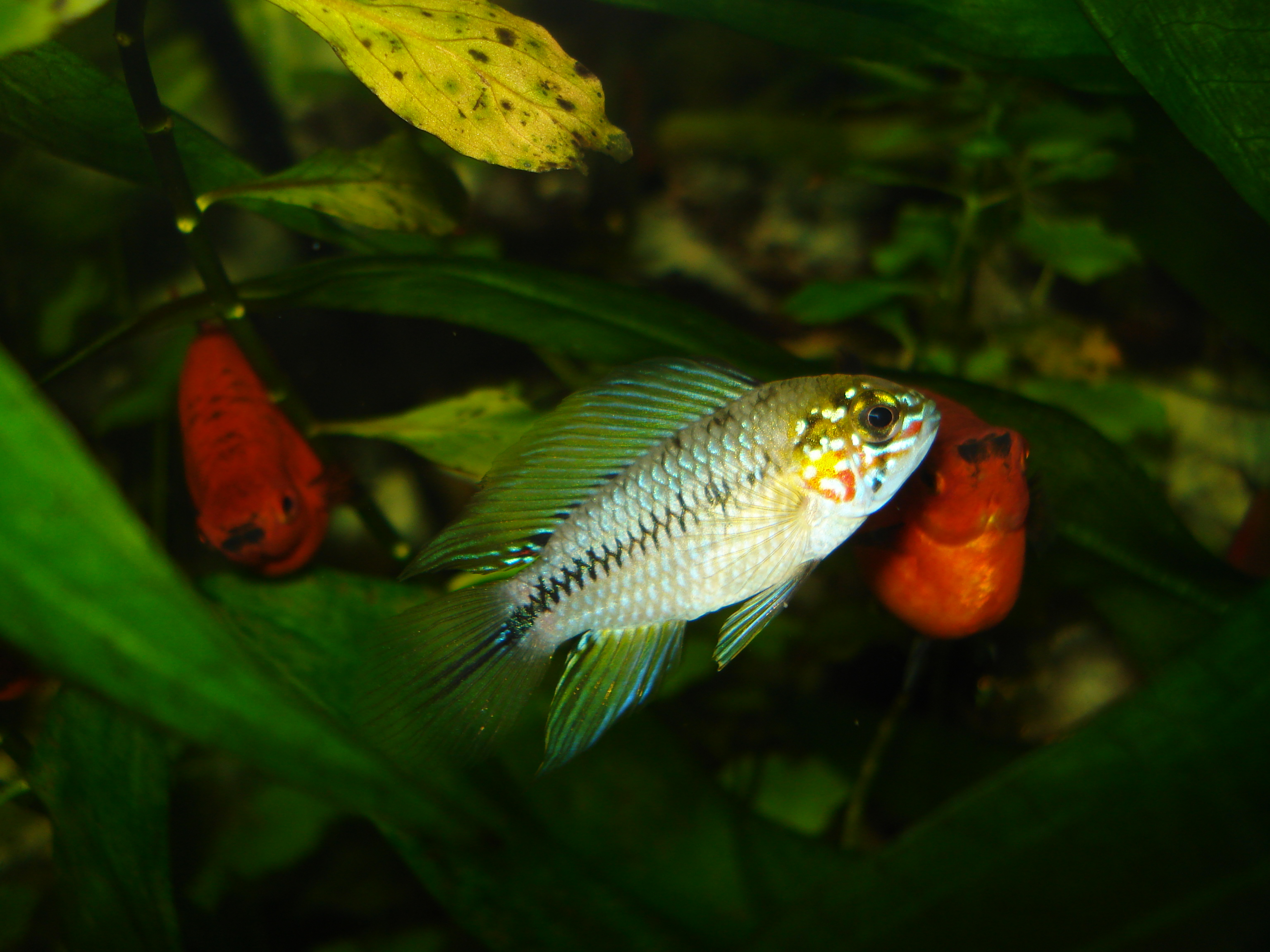
Apistogramma borelli

Presenta un corpo compresso lateralmente, allungato ma non molto alto. Il dimorfismo sessuale è evidente: il maschio è più grosso, ha una colorazione prevalentemente azzurra od argentea, e ha le pinne molto allungate: la pinna dorsale è alta quanto il corpo, e la pinna anale pure, ma è più corta. Le pinne pelviche sono lunghe e in alcuni esemplari sembrano terminare in dei filamenti. La pinna caudale è arrotondata. Particolare, nel maschio, è la zona della testa sotto l'occhio: lì ci sono delle piccole macchie rosse e bianche irregolari che continuano fin sull'opercolo e a volte sopra l'occhio. La parte anteriore del ventre e la testa hanno una colorazione prevalentemente giallastra. A volte il corpo è attraversato da una linea orizzontale nera sfumata. Le femmine, invece, presentano una livrea giallastra o marroncina, con eventuali macchie nere. Non supera i 4 cm.

## Biologia

### Comportamento
È un pesce che è generalmente pacifico, ma può diventare aggressivo nel periodo della riproduzione, soprattutto verso altre specie del genere Apistogramma.

### Alimentazione
È un pesce carnivoro, e si nutre principalmente di invertebrati acquatici come crostacei, anellidi e a volte insetti.

### Riproduzione
È una specie ovipara e la fecondazione è esterna. Può deporre da 50 a 70 uova in anfratti rocciosi, e a restare di guardia a esse e agli avannotti è la femmina.

## Acquariofilia
Come tutte le altre specie del genere Apistogramma, viene spesso tenuto in acquario, di solito in coppie. Non è particolarmente difficoltoso da allevare, ma dopo la riproduzione il maschio può diventare molto aggressivo anche nei confronti della femmina.